# 乔·萨特
約瑟夫·弗雷德里克·「乔」·萨特（Joseph Frederick "Joe" Sutter）（1921年3月21日—2016年8月30日）是一位曾供职於波音公司的美国工程师，曾主导波音747的设计，被美国史密森尼航空航天杂志誉为“747”之父（The father of 747)。

## 早年
萨特出生于华盛顿州的西雅图，在波音公司的西雅图工厂附近长大。他是斯洛文尼亚人的后裔--他的父亲弗朗克-苏哈多尔克（1879-1945）来自斯洛文尼亚的多布罗瓦，作为淘金者来到美国。萨特在华盛顿大学上学，并于1943年毕业，获得航空工程学士学位。

## 职业生涯
1940年，萨特在华盛顿大学学习航空工程时曾在波音2号厂房（也称美国空军17号厂房） （页面存档备份，存于）当暑期工。第二次世界大战期间，萨特在美国海军爱德华-H-艾伦号驱逐舰护卫队（DE-531）上担任初级军官。
当波音公司和道格拉斯公司都向他提供工作机会时，他是一名年轻的美国海军退伍军人，正在完成他的学位。波音公司把民用飞机的未来对准喷气式飞机，所以他选择去了那里。前波音公司高管吉姆-阿尔博认为，如果萨特当时选择的不是波音公司，道格拉斯可能会拥有今天的波音公司。
在波音公司，萨特参与了许多商业飞机项目，包括367-80 "Dash 80"、707、727和737。他最终成为新的巨型宽体飞机--四引擎的波音747的总工程师。他领导了747的设计和建造团队，从1965年的构想到1969年的推出。他后来被称为 "747之父" 。
萨特的最后一份工作是在1986年从波音公司退休时担任商业飞机工程和产品开发的执行副总裁。

## 成就荣誉
萨特曾在罗杰斯委员会任职，调查挑战者号航天飞机灾难。他还被选为国际航空货运协会（TIACA）2002年名人堂奖的获得者，并担任工程销售顾问。截至2010年7月，他是波音高级顾问小组的成员，该小组当时正在研究对波音737飞机进行净空更换或对当时的设计进行重新设计的备选方案，最终选择了后者，后来该机型作为波音737 MAX上市。2011年，在他90岁生日时，波音公司在华盛顿州埃弗雷特的40-87大楼，即波音商用飞机部门的主要工程大楼，被重新命名为乔-萨特大楼。萨特于2016年8月30日因肺炎并发症在华盛顿州布雷默顿的一家医院去世，享年95岁。